# Alfonso Pardo de Santayana y Coloma
Alfonso Pardo de Santayana y Coloma (Valladolid, 4 de abril de 1936 - Madrid, 28 de febrero de 2015) fue un militar español que llegó a ser General de Ejército y Jefe de Estado Mayor del Ejército de Tierra (JEME).

## Biografía
Hijo del General de Brigada de Artillería Ramón Pardo de Santayana Suárez, era el benjamín de una familia de tradición militar, carrera que también siguieron sus tres hermanos mayores, José Ramón, Fernando y Javier, en el Arma de Artillería. Todos ellos llegaron al rango de Teniente General.

### Carrera militar
Ingreso en la Academia General Militar en el año 1950 perteneciendo a la XI promoción del arma de Artillería. En 1954, asciende a teniente. En 1963, siendo teniente es destinado en el Regimiento de Artillería n.º 11. En 1964, se crea la primera unidad de misiles del Ejército, el Grupo HAWK, en el Regimiento de Artillería Antiaéreo n.º 71 y lo destinan como capitán a esa unidad. Siendo capitán, en 1975 es destinado como alumno en prácticas a la Jefatura de las Fuerzas Aeromóviles del Ejército de Tierra (FAMET). En 1980, fue agregado militar en Washington (EE. UU.). Ascendido a coronel en 1988, lo destinan como Jefe de Estado Mayor de las Fuerzas Aeromóviles del Ejército de Tierra (FAMET).
En 1989, asciende a General de brigada y es destinado al Estado Mayor del Ejército de Tierra. Asciende a General de División del Cuerpo General de las Armas del Ejército de Tierra en el año 1992 y lo destinan como Segundo Jefe del Estado Mayor del Ejército de Tierra. En 1995, sube un rango más a Teniente General y es destinado como General Jefe de la III Región Militar, Región Militar Levante. En 1997, es el primer  General Jefe de la Fuerza de Maniobra del Ejército de Tierra en la Base Militar Jaime I de Bétera esta unidad estaba destinada a misiones internacionales.
Sigue escalando un rango más y llega en 1998 a uno de los puestos más importantes en el Ejército de España, lo nombran Jefe de Estado Mayor del Ejército de Tierra (JEME). Asciende al empleo de General de Ejército en 1999 uno de los momentos más delicados de su mandato siendo JEME fue la crisis del islote Perejil, en julio de 2002, comandó la Operación Romeo-Sierra fue un comando de operaciones especiales a recuperar el islote Perejil, tras ser invadido durante seis días por gendarmes marroquíes. En 2003, cesa en su cargo de General de Ejército y JEME, pasa a la reserva. Ingresó en el 2000 en la Orden de Alcántara.

### Condecoraciones
- 1979:  Cruz de la Orden del Mérito Aeronáutico con distintivo blanco de segunda clase.[18]
- 1990:  Gran Cruz de la Real y Militar Orden de San Hermenegildo.[19]
- 1992:  Gran Cruz de la Orden del Mérito Militar con distintivo blanco.[20]
- 2002:  Gran Oficial de la Orden del Mérito Militar de Brasil.[21]
- 2003:  Gran Cruz de la Orden de Isabel la Católica.[22]

### Distintivos, títulos, cursos y premios
- Se le concede el distintivo para el uniforme del Curso Asociado de Oficial de Artillería desarrollado en la Escuela de Fort Sill de los Estados Unidos de América del Norte.[23]
- Se le concede el título de Piloto de Helicóptero Ligero.[24]
- Se le concede el distintivo de profesorado de la Escuela Superior del Ejército.[25]
- Curso de Estado Mayor en los Estados Unidos de Norteámerica de Fort Laevenworth.[26]
- XXVI Curso de Aptitud para Mandos Superiores de las Armas.[27]
- Concesión del Premio Daoíz 1998-2003.[28]

| Predecesor: José Faura Martín | Jefe de Estado Mayor del Ejército de Tierra 1 de octubre de 1998 - 17 de enero de 2003 | Sucesor: Luis Alejandre Sintes |